# Conservatoire à rayonnement départemental de Tarbes
 (août 2025).
 (mars 2022).
Si vous disposez d'ouvrages ou d'articles de référence ou si vous connaissez des sites web de qualité traitant du thème abordé ici, merci de compléter l'article en donnant les références utiles à sa vérifiabilité et en les liant à la section « Notes et références ».
Le conservatoire Henri Duparc de Tarbes, est une école principalement vouée à l’enseignement artistique de la musique et de la danse, située à Tarbes dans le quartier du centre-ville (canton de Tarbes 2), département des Hautes-Pyrénées en région Occitanie.
Il est nommé en l'honneur d'Henri Duparc qui réside à Tarbes en 1913, à l'Hôtel Moderne puis au 52 rue Soult, à cent mètres du Conservatoire, jusqu'en 1919.

## Présentation
Anciennement école de musique depuis 1989, devenue intercommunale en 2003, le conservatoire de Tarbes est un conservatoire à rayonnement départemental qui reçoit des élèves de toutes les communes du département, accueillant en priorité les élèves de l'agglomération Tarbaise

## Enseignement

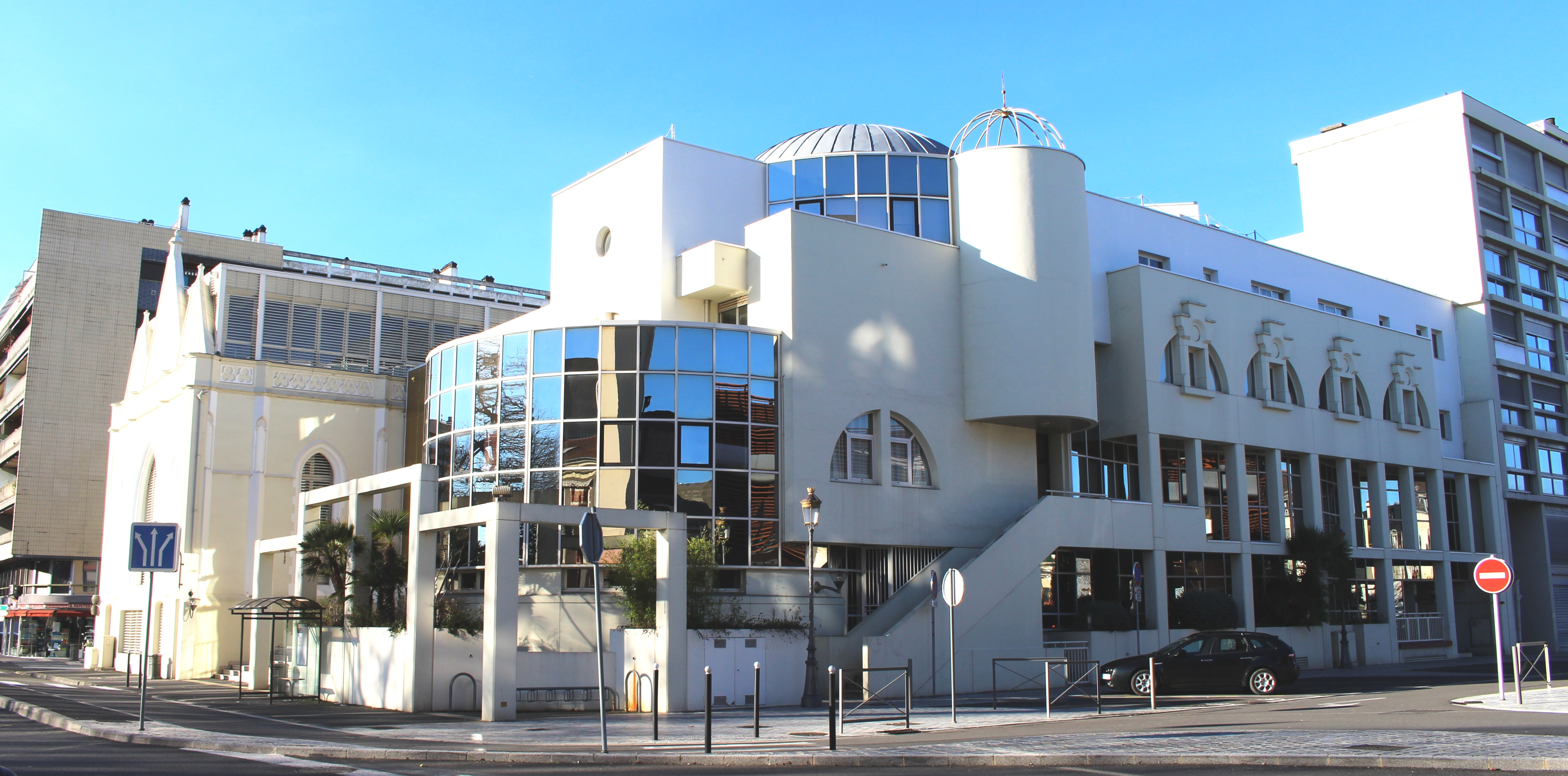
Le Conservatoire.

### Musique
La culture musicale comprend l'éveil, la formation musicale, l'analyse et l'écriture.
Les disciplines instrumentales comprennent :
- les instruments à cordes : le piano, le violon, le violoncelle, l'alto, la contrebasse, la viole de gambe, la guitare, la harpe, la mandoline
- les instruments à bois : le basson, la clarinette, la flûte traversière, la flûte à bec, le hautbois, le saxophone,
- les cuivres :  le cor, le trombone, le saquebote , la trompette, le tuba

Sont aussi enseignés au conservatoire la composition électroacoustique, le jazz et la musique actuelle.

### Danse
Le département de danse propose des cours de danse classique, de danse contemporaine, avec des ateliers d'éveil et d'initiation chorégraphique.

## Historique du bâtiment
Le conservatoire de Tarbes est installé dans une ancienne chapelle fin XIXe siècle des Pères de la Grotte.
- en 1881 : création d'une école municipale de musique.
- en 1921 : l'école municipale devient École Nationale.
- en 1938 : l'école de  Musique  déménage au  47 rue Brauhauban.
- en 1960 : elle déménage au 19 cours Gambetta.
- en 18 février 1989 : inauguration de la nouvelle École Nationale de  Musique nommée Conservatoire Henri Duparc.
- en 2003 : établissement municipal il devient intercommunal géré par Le Grand Tarbes.
- en 2005 : l'École Nationale devient le Conservatoire de Musique et de Danse Henri Duparc.
- en 2006 : il devient Conservatoire à rayonnement départemental Henri Duparc.
- le 7 novembre 2010 : inauguration du nouveau bâtiment.

## Localisation
Le conservatoire est au centre de la commune sur la rue Larrey au sud et la place du marché Brauhauban à l'est.

## Galerie d'images

Sélection de vues du conservatoire.
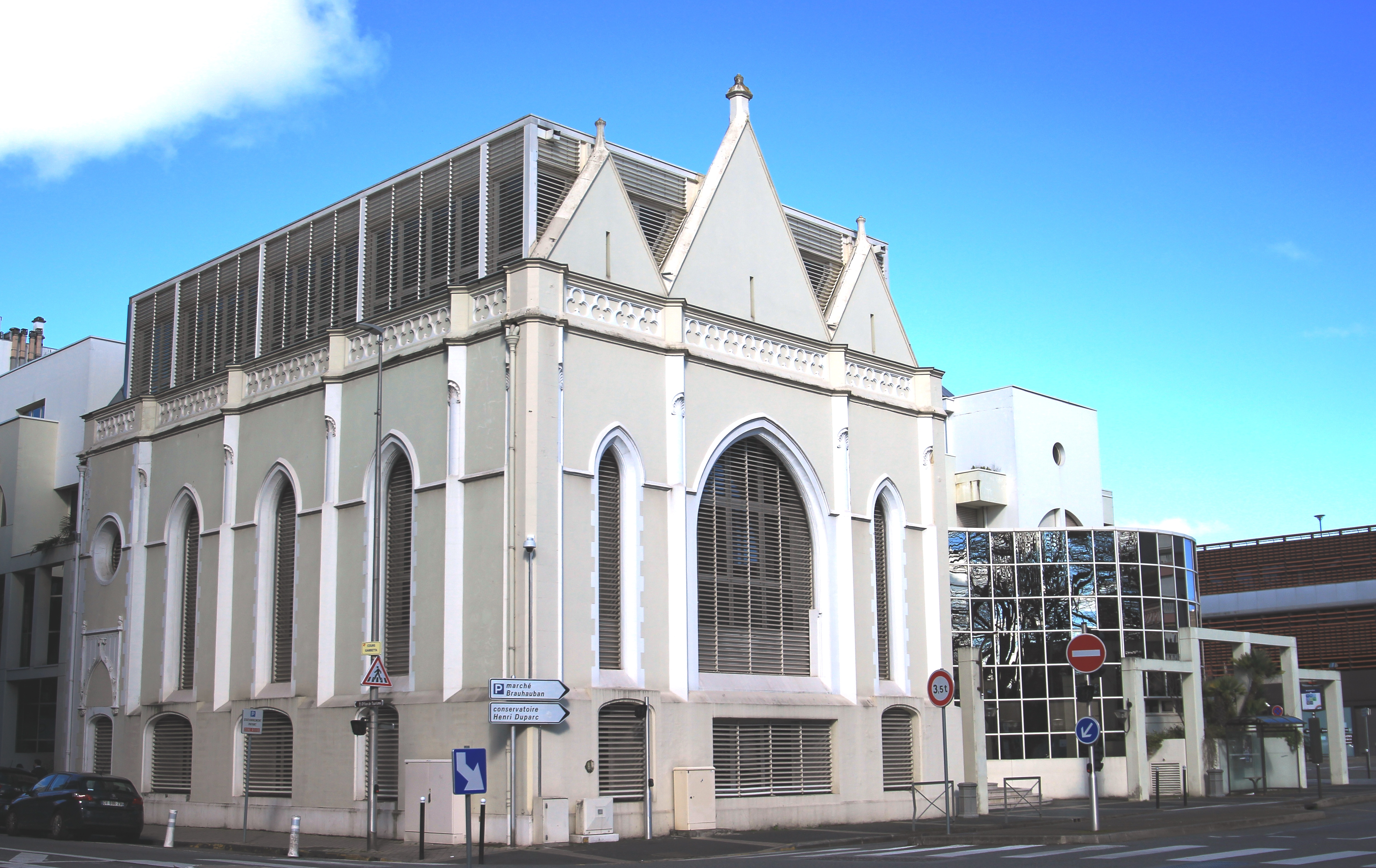
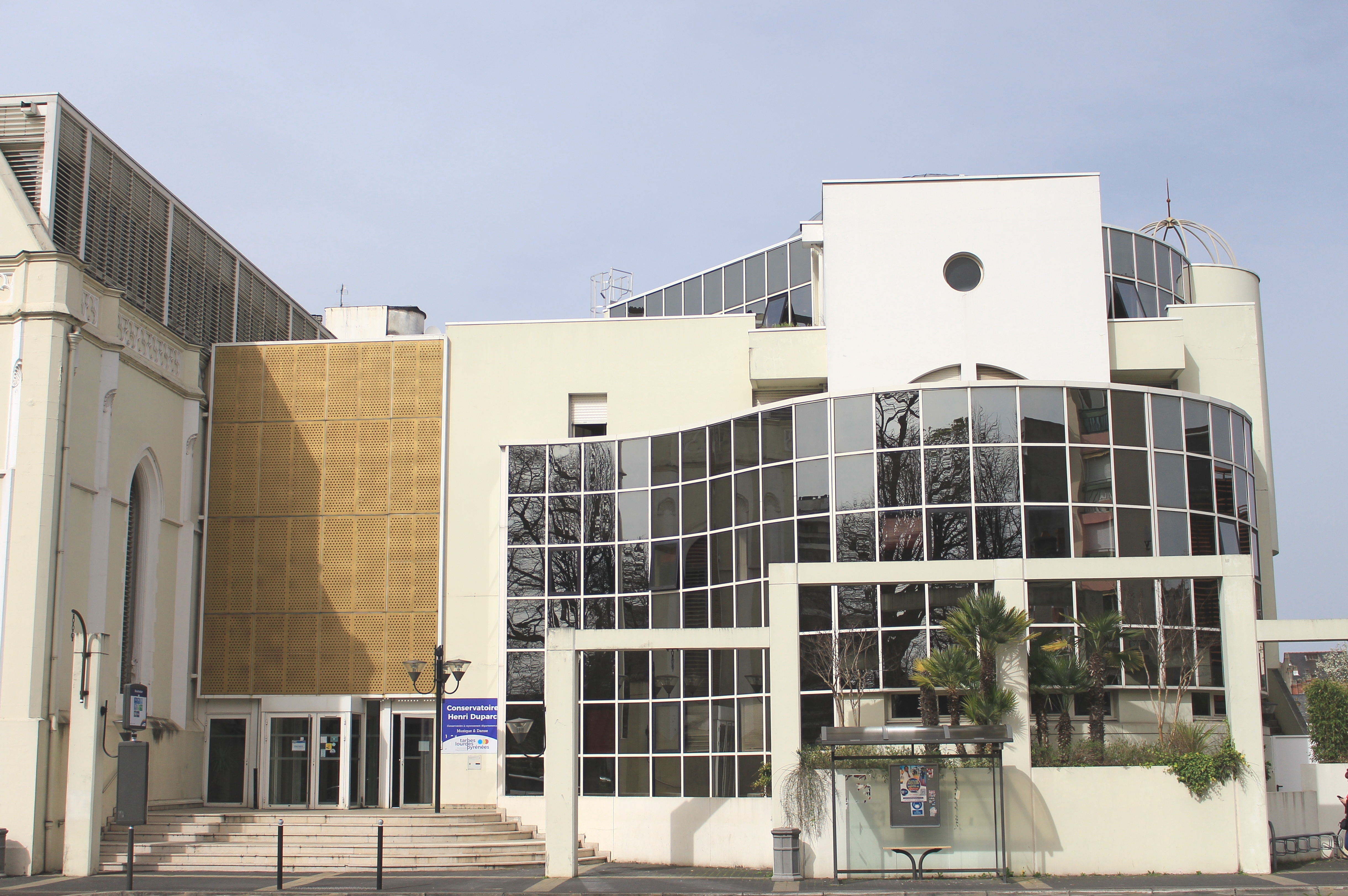